# ظفر علي خان
ظفر علي خان (1873–27 نوفمبر 1956)، كاتب وشاعر ومترجم وصحفي باكستاني، لعب دورًا مهمًا في حركة باكستان ضد الراج البريطاني.  وبصرف النظر عن العلوم الدينية الإسلامية، فقد كان على دراية جيدة بأحدث نظريات الاقتصاد وعلم الاجتماع والسياسة، ويُعتبر عمومًا «أبو الصحافة الأردية».